# Rosa Barbosa
Rosa Maria Barbosa (nascida Rosa Maria Scapol; Botucatu, 28 de maio de 1902 — Sorocaba, 4 de maio de 2015) foi uma supercentenária brasileira que não foi verificada pelo Gerontology Research Group.

## Biografia
Rosa nasceu em 28 de maio de 1902 em Botucatu, São Paulo, a filha de Luiz Scapol e Victalina Galvani, ambos eram imigrantes italianos. Ela foi batizada em 15 de junho de 1902, mas seu registro de batismo diz que ela nasceu em 26 de maio de 1902. Seus pais trabalharam em uma plantação de café. Sua mãe faleceu quando tinha apenas cinco anos. Seu pai se mudou com ela para o Rio de Janeiro. Seu marido faleceu em 1972.
Rosa foi funcionária da Prefeitura de Botucatu, onde exerceu a função de escriturária.
Ela teve quatro filhos, dois dos quais morreram antes dela, dez netos, 16 bisnetos e oito trinetos. Faleceu em 5 de maio de 2015 em Sorocaba, São Paulo. Ela foi enterrada no cemitério de Santo Antônio, em Sorocaba em 5 de maio de 2015, às 9 horas.